# مارکو میلووانوویچ
مارکو میلووانوویچ (انگلیسی: Marko Milovanović؛ زادهٔ ۴ اوت ۲۰۰۳) بازیکن فوتبال اهل صربستان است که در پست مهاجم برای باشگاه اسپانیایی آلمریا ب بازی می‌کند.
وی همچنین در تیم ملی فوتبال زیر ۱۹ سال صربستان بازی کرده‌است.